# Rowley mile
Die Rowley mile war ein selten gebräuchliches englisches Längenmaß. Die Meile fand nur im Rennbetrieb (Pferdesport) Anwendung.
- 1 Rowley mile = 1 Mile plus 17 Yards = 1624,8 Meter